# Хартман фон Лихтенщайн-Фелдсберг
Хартман фон Лихтенщайн-Фелдсберг (на немски: Hartmann von Liechtenstein-Feldsberg; * ок. 1480; † ок. 1539/1540) е благородниик от род Лихтенщайн, господар на замък Лихтенщайн в Долна Австрия и Фелдсберг в Чехия, имераторски съветник.

## Произход
Той е син на Георг V фон Лихтенщайн-Николсбург († 1484) и съпругата му Агнес фон Екартзау († сл. 1515), вдовица на Ото фон Целкинг, дъщеря на Георг фон Екартзау († 1491) и Ерентрауб/Ерентрудис фон Пуххайм († 1486). Внук е на Георг IV фон Лихтенщайн († 1444) и Хедвиг фон Потендорф († 1449/1457).
- Замък Лихтенщайн, Долна Австрия
- Фелдсбергският дворец на род Лихтенщайн

## Фамилия
Първи брак: през 1507 г. с Амалия фон Хоенлое-Вайкерсхайм († ок. 1511), дъщеря на граф Готфрид IV фон Хоенлое-Вайкерсхайм († 1497) и Хиполита фон Вилхермсдорф. Бракът е бездетен.
Втори брак: през 1511 г. с Йохана фон Майнбург († 1521), дъщеря на Бернхард фон Майнбург († ок. 1511/сл. 1516) и Кунигунда фон Потендорф († ок. 1511) или Елизабет фон Рапах († 1514). Те имат трима сина и дъщеря:
- Георг Хартман фон Лихтенщайн (* 1513; † 12 юли 1562), става лутеран, женен 1542 г. за братовчедката си Сузана фон Лихтенщайн († 1595), дъщеря на Георг VI фон Лихтенщайн-Щайерег (1480 – 1548) и Магдалена фон Полхайм (* 1497); имат 13 деца, от които 9 порастват; внуците му са издигнати на принц, херцог и княз:
  - Карл I (1569 – 1627), първият княз на Лихтенщайн (1608 – 1627), и херцог на Тропау-Йегерндорф в Силезия (1623 – 1627), става католик 1599 г.
  - Максимилиан (1578 – 1643), имперски фелдмаршал, става княз на Лихтенщайн 1623 г.
- Йохан Кристоф фон Лихтенщайн (* * 25 април 1515; † 1543), женен 1542 г. за Анна Мария Мецирцицски фон Ломниц († сл. 1543)
- Себастиан (* 1520; † млад)
- Йохана (* ок. 1480/1521)